# Koçkuyusu
Koçkuyusu ist ein Dorf (Köy) im Landkreis Mazgirt der türkischen Provinz Tunceli. Im Jahr 2011 lebten in Koçkuyusu 60 Menschen. Das Dorf hatte unbestätigten Quellen zufolge, Ende der 1980er Jahre über 500 Einwohner, durch die fortwährende Migration nach Europa, besonders nach Deutschland und in größere Städte der Türkei ist das Dorf stark unterbewohnt in den Wintermonaten. In den Sommermonaten, kehren die meisten außerhalb lebenden Angehörigen, besonders aus Europa, zurück um ihren Urlaub dort zu genießen. Das Dorf trug früher den Namen Dilanoglu, welcher heute noch gängig ist bei den Bewohnern. Das kleine Dorf ist für sein Wasser mit guter Qualität in der ganzen Umgebung bekannt. Man kann Kockuyusu als Beispiel der erfolgreichen Assimilationspolitik der türkischen Regierung nehmen, um ländliche kurdische Gebiete zu entvölkern um so die Rückzugsorte der PKK zu minimieren, welche sehr aktiv in dieser Region operiert. Diese Politik der Türkei wurde gezielt durch Investitionsverweigerung und ständige Razzien der Armee im Dorf durchgesetzt, wodurch sich die meisten Bewohner zu einer Migration gezwungen sahen in den 90er Jahren.